# Liste des souverains et prétendants au trône de Roumanie
Cet article est une liste des monarques de Roumanie de 1862 à 1947 puis des prétendants au trône depuis cette date. 
Les principautés danubiennes de Moldavie et de Valachie, qui avaient leurs propres princes moldaves ou valaques depuis le XIVe siècle, s'unissent le 5 février 1859 en élisant toutes deux comme prince Alexandre Jean Cuza. L'union est formellement déclarée le 24 janvier 1862 et le pays prend le nom de Roumanie. 
Le 10 mai 1881, le pays devient le royaume de Roumanie sous le règne de Carol Ier, successeur d'Alexandre Jean Cuza ; Carol devient roi de Roumanie. Le 30 décembre 1947, la République populaire roumaine est proclamée par le Parti communiste, et le roi Michel Ier est contraint à l'exil : c'est la fin de la monarchie (pour la suite, voir la liste des présidents de la Roumanie).

## Princes souverains de Roumanie (1862-1881)

### Maison Cuza (1862-1866)
| Portrait            | Nom                                             | Dates de règne                                       | Notes |
| ------------------- | ----------------------------------------------- | ---------------------------------------------------- | --- |
| Alexandre Jean Cuza | Alexandre Jean Ier (20 mars 1820 – 15 mai 1873) | 5 février 1862 – 22 février 1866 (4 ans et 17 jours) | En 1859, les principautés de Moldavie et de Valachie s'unissent et élisent comme prince souverain (domnitor) le prince Alexandre Jean Cuza. L'union est formellement déclarée en 1862. Le 22 février 1866, un coup d'état contraint Alexandre Jean Ier à l'abdication. |

### Maison de Hohenzollern-Sigmaringen (1866-1881)
Avec la maison de Hohenzollern-Sigmaringen, la monarchie roumaine devient héréditaire.
| Portrait  | Nom                                         | Dates de règne                                           | Notes |
| --------- | ------------------------------------------- | -------------------------------------------------------- | --- |
| Carol Ier | Carol Ier (20 avril 1839 – 10 octobre 1914) | 10 mai 1866 – 26 mars 1881 (14 ans, 10 mois et 16 jours) | À la suite d'un long processus ayant vu l'élection du prince belge Philippe qui décline cette nomination qu'il n'avait pas sollicitée, le prince allemand Karl de Hohenzollern-Sigmaringen est finalement élu et devient prince souverain (domnitor) sous le nom de Carol Ier le 10 mai 1866. La Constitution roumaine est adoptée peu après son arrivée. En 1877, la Roumanie, jusque là tributaire de l'Empire ottoman, proclame, à l'issue de la guerre russo-turque de 1877-1878, son indépendance, reconnue par le traité de Berlin l'année suivante. |

## Rois de Roumanie (1881-1947)

### Maison de Hohenzollern-Sigmaringen (1881-1947)
| Portrait      | Nom                                            | Dates de règne                                                  | Notes |
| ------------- | ---------------------------------------------- | --------------------------------------------------------------- | --- |
| Carol Ier     | Carol Ier (20 avril 1839 – 10 octobre 1914)    | 26 mars 1881 – 10 octobre 1914 (33 ans, 6 mois et 14 jours)     | En 1881, le prince Carol Ier devient roi du royaume de Roumanie. Il conserve ce titre jusqu'à sa mort, en 1914, quelques mois après le début de la Première Guerre mondiale, alors que la Roumanie est encore en dehors du conflit. |
| Ferdinand Ier | Ferdinand Ier (24 août 1865 – 20 juillet 1927) | 10 octobre 1914 – 20 juillet 1927 (12 ans, 9 mois et 10 jours)  | Accédant au trône à la mort de son oncle durant la Première Guerre mondiale, Ferdinand engage son pays dans le conflit en 1916, dans le camp allié. En 1925 suite à des problèmes dans sa vie privée, son fils Carol doit renoncer à la succession de son père, au profit de son propre fils Michel. Ferdinand conserve le trône jusqu'à sa mort en 1927. |
| Michel Ier    | Michel Ier (25 octobre 1921 – 5 décembre 2017) | 20 juillet 1927 – 8 juin 1930 (2 ans, 10 mois et 19 jours)      | À la suite de la renonciation de son père en 1925, Michel Ier succède son grand-père en tant que roi alors qu'il n'est âgé que de cinq ans deux ans plus tard en 1927. Son oncle Nicolas de Roumanie, un autre fils de son grand-père, le roi Ferdinand Ier, devient ainsi régent du royaume de Roumanie. En 1930, le père de Michel, Carol, soutenu par le mouvement carliste, fait abroger son acte de renonciation et il devient roi sous le nom de Carol II. |
| Carol II      | Carol II (15 octobre 1893 – 4 avril 1953)      | 8 juin 1930 – 6 septembre 1940 (10 ans, 2 mois et 29 jours)     | Devenu roi en 1930 à la suite de l'abrogation de sa renonciation de 1925, Carol II cherche à imposer un pouvoir personnel et s'oppose au parlementarisme. En 1938, après la dissolution de la Petite Entente, à la suite des accords de Munich, il instaure la dictature carliste, dans un contexte de guerre civile impliquant la Garde de fer, un mouvement d'extrême droite. En septembre 1940, le général pro-nazi Ion Antonescu organise un coup d'État et force Carol II à abdiquer en faveur de son fils Michel Ier, qui redevient ainsi roi, tandis que son père est contraint à l'exil. |
| Michel Ier    | Michel Ier (25 octobre 1921 – 5 décembre 2017) | 6 septembre 1940 – 30 décembre 1947 (7 ans, 3 mois et 24 jours) | Redevenu roi après le coup d'État de Ion Antonescu, Michel Ier n'exerce aucune fonction réelle, le pouvoir étant accaparé par le général pro-nazi. En 1944, il organise avec la résistance roumaine un coup d'État évinçant Antonescu. La Roumanie rejoint le camp allié et déclare la guerre à l'Allemagne nazie. La Constitution roumaine de 1923 est rétablie. L'Armée rouge occupe la Roumanie, ancien pays ennemi ; le Parti communiste roumain organise un coup d'État qui conduit le roi à nommer Petru Groza président du Conseil des ministres. Le 30 décembre 1947, le roi est contraint d'abdiquer ; la monarchie est abolie et la République populaire roumaine proclamée par les communistes. |

## Prétendants au trône de Roumanie (depuis 1947)

### Maison de Hohenzollern-Sigmaringen (depuis 1947)
| Portrait              | Nom                                                                                          | Période                                             | Notes |
| --------------------- | -------------------------------------------------------------------------------------------- | --------------------------------------------------- | --- |
| Michel Ier            | Michel Ier (25 octobre 1921 – 5 décembre 2017) avec son épouse Anne de Bourbon-Parme en 1991 | 30 décembre 1947 – 1er mars 2016 (68 ans et 2 mois) | Forcé à l'abdication et à l'exil, au Royaume-Uni puis en Suisse, Michel Ier se voit privé de sa nationalité roumaine par le régime communiste de Roumanie : la famille royale de Danemark lui délivre alors un passeport danois. Après la chute de la dictature en 1989, l'ancien roi est d'abord expulsé de Roumanie par le pouvoir post-communiste lors de son premier retour spontané fin décembre 1990, puis retrouve tour à tour le droit de séjourner dans le pays, sa nationalité roumaine et même certaines des anciennes propriétés royales. Le 1er mars 2016, il se retire de la vie publique et renonce au trône de Roumanie au profit de sa fille aînée Margareta. Il meurt le 5 décembre 2017 ; la Roumanie décrète alors trois jours de deuil national. |
| Margareta de Roumanie | Margareta (née le 26 mars 1949)                                                              | Depuis le 1er mars 2016 (9 ans, 4 mois et 17 jours) | Margareta de Roumanie ne devient princesse héritière que le 30 décembre 2007, lorsque son père, l'ancien roi Michel, révise les lois de succession héritées de la Constitution roumaine de 1923 qui excluaient les femmes du trône, composant ainsi les nouvelles « Lois fondamentales de la famille royale de Roumanie » qui lui confèrent le titre de « Gardienne de la Couronne de Roumanie ». À la suite de la renonciation de l'ancien roi Michel et à son retrait de la vie publique, elle devient le 1er mars 2016 chef de la maison royale de Roumanie et prétendante au trône. Au décès de son père, le 5 décembre 2017, elle adopte le prédicat honorifique de Majesté.                                                                                     |

## Généalogie
- Charles-Antoine de Hohenzollern-Sigmaringen
  -  Carol Ier
  - Léopold de Hohenzollern-Sigmaringen
    -  Ferdinand Ier
      -  Nicolas
      -  Carol II
        -  Michel Ier
          - Margareta